# 88BARS
〈88BARS〉是台灣饒舌歌手熊仔於2021年2月26日發布的單曲，此曲在2021年獲得金音創作獎最佳嘻哈歌曲獎，並在2022年獲得金曲獎最佳作詞人獎。

## 發行與製作
〈88BARS〉以C小調製作，時長2分58秒，每分鐘144拍。因為在節目《大嘻哈時代》擔任導師，而假想自己是選手而創作的示範曲。
〈88BARS〉於2021年2月26日在個人YouTube頻道以及各大串流媒體發布。

## 歌曲含意

### 歌名
88BARS意指這首歌總共有88行（bars）歌詞，用歌詞行數命名是許多饒舌歌手取歌名的慣例，例如T.I.專輯《Paper Trail》收錄的〈56Bars〉、Logic混音帶《Bobby Tarantino》收錄的〈44Bars〉。

### 歌詞
歌詞本身主要運用華語、英語來創作，中間夾雜臺語、日語，大幅運用同音異義、諧音、借代等文字遊戲來創造一語多義的歌詞內容，也多次致敬其他創作者及其作品，像是台灣歌手高爾宣首張專輯《#osnrap》收錄的〈Without you〉、熊仔的祖父熊智銳（童謠〈大頭大頭，下雨不愁〉作者）、美國饒舌歌手André 3000、美國饒舌組合流浪者合唱團第二張專輯《ATLien》、台灣搖滾樂團先知瑪莉、台灣歌手羅大佑、大陸饒舌組合更高兄弟和成員馬思唯以及KnowKnow、台灣音樂製作人rgry。
也如熊仔一貫的作風，屢屢呼應過去的個人作品，像是首張專輯《∞無限》及其收錄的〈小雨〉、與台灣歌手徐若瑄合作的單曲〈好了啦〉、單曲〈買榜〉、第二張專輯《夢想成真》的〈假朋友真兄弟〉以及個人品牌能火。

## 製作團隊
以下資料均出自熊仔頻道的音樂影片的説明資料

### 歌曲
- 演唱人：熊仔
- 詞：熊信寬
- 曲：熊信寬、rgry
- 製作人：rgry
- 編曲：rgry
- 錄音工程師：熊信寬
- 混音工程師：rgry
- 母帶後期處理：rgry
- 著作權公司：Sony Music Publishing (Pte) Ltd. Taiwan Branch

### 音樂錄影帶
- 創意總監：NXWV
- 拍攝：GJ94
- 執行製作人：Jizo、Howl
- 導演：Ai Chen
- 執行製片：Cindy H
- 攝影指導：BORU
- 攝影助理：Yi Chun Lin、Jyun Yu Dai
- 燈光總監：Leo Chen
- 電工：Xin Yuan Huang、Joa Ming Jo
- 特效總監：Well Liu
- 剪輯：Ai Chen
- 影像合成：Chen Chiung Yu
- 調色：BORU

## 反響
〈88BARS〉在YouTube上有約356萬點閱，為熊仔頻道中觀看次數最高且唯一破300萬的影片（截至2022年7月9日）。歌曲亦於KKBOX台灣地區華語新歌榜當週榜單中取得第22名的位置，
2021年2月，熊仔在個人社群發起了「88BARS CHALLENGE」，邀請粉絲來挑戰88BARS並創新，受到廣大迴響，熊仔宣稱「有鑑於報名完整beat挑戰人數 逼近大嘻哈時代台北場海選人數」，其中挑戰者包含POPO J、黃大謙、wannasleep。
2021年3月，台灣饒舌歌手李杰明參加大嘻哈時代海選獲得0票淘汰，在同年5月24日在YouTube發布歌曲〈不服來戰〉，歌詞中批評「88Bars除了炫技 它有什麼深層的意義？」以及「大屌歌的歌詞就是無味？結果熊仔的炫技歌你把它捧上神位Fuck」。

## 獎項與評價
| 年份 | 屆次             | 獎項           | 結果 |
| ---- | ---------------- | -------------- | ---- |
| 2021 | 第12屆金音創作獎 | 最佳嘻哈歌曲獎 | 獲獎 |
| 2022 | 第33屆金曲獎     | 最佳作詞人獎   | 獲獎 |

第12屆金音創作獎評審團給出評語：「難度與技術性高，足以成為華語嘻哈flow的示範曲，步步逼近耳邊的快嘴饒舌牢牢抓住聽者的注意力。」
第33屆金曲獎評審團給出評語：「在臺語、華語和英語中流利轉換，又緊密貼合旋律，在文字中致敬偶像，不著痕跡，展現出饒舌的霸氣。」

## 備註
1. ↑  歌詞：「Gotta go harder than my role model 羅大佑」
2. ↑  歌詞：「No new friends me & rgry」
3. ↑  歌詞：「Yeah I changed the game 華語嘻哈圈 ever since 無限」
4. ↑  歌詞：「小雨來的不是時候 還是多愁善感 'bout 下雨天」，〈小雨〉歌詞：「小雨來得正是時候」
5. ↑  歌詞：「在那邊抱怨 說我太主流了 好了啦」
6. ↑  歌詞：「就像我分不清我的真假朋友」，〈假朋友真兄弟〉歌詞：「朋友和我兄弟好分辨好多」